# RFA One
RFA One è un veicolo di lancio in fase di sviluppo da parte della compagnia spaziale bavarese Rocket Factory Augsburg (RFA). È destinato al trasporto di satelliti compatti e micro satelliti in orbita terrestre bassa e orbite eliosincrone. Un primo volo operativo è programmato per il 2025.

## Struttura del velivolo e dati
È previsto che il velivolo sia un razzo a due stadi in grado di trasportare un carico utile fino a 200 kg in orbite sincrone solari di 700 km. 
Il primo stadio è mosso da 9 motori, ognuno erogante 500.000 CV (367750 kW) e con una spinta di 100 kN. Idrocarburi e ossigeno liquido saranno la principale fonte di carburante. 
I componenti del motore saranno prodotti dalla Rocket Factory Augsburg, utilizzando tecniche di produzione additiva (stampante 3D), tra cui il corpo delle turbopompe, la camera di combustione e sistema di iniezione. 
Il razzo dovrebbe avere una lunghezza stimata di circa 30 metri.

## Pietre miliari dell'azienda
La turbopompa è stata sviluppata dalla stessa Rocket Factory Augsburg. I serbatoi dello stadio superiore del RFA One sono stati costruiti e testati con successo dalla Rocket Factory. 
Il motore dovrebbe funzionare con un ciclo di combustione graduato e quindi avere un alto grado di efficienza. Questa tecnologia del motore non è stata ancora prodotta commercialmente in Europa.

## Storia dell'azienda
Rocket Factory Augsburg è stata fondata nel 2018. L'investitore strategico è la compagnia spaziale OHB SE, l'investitore finanziario è Apollo Capital Partners GmbH di Monaco con Hans Steiniger (amministratore delegato di MT Aerospace) come socio amministratore. La società ha sede in Augsburg, Germania ed ha superato le selezioni della competizione sui microlauncher della DLR Space Administration. 
Nel luglio 2020, Rocket Factory Augsburg aveva circa 70 dipendenti.

## Lanci programmati
Il primo volo commerciale di RFA One è stato programmato per il 2022. Attualmente la compagnia è in fase di selezione di un sito di lancio. Le aree candidate sono nel Mare del Nord e nelle Azzorre in Portogallo.